# 海宝直人
海宝 直人（かいほう なおと、1988年7月4日 - ）は、日本の男性ミュージカル俳優、歌手、声優。ロックバンド「CYANOTYPE シアノタイプ」のボーカル。千葉県出身。オフィスストンプ所属。
身長176cm。特技は歌。趣味はダーツ、ピアノ、温泉。

## 来歴・人物
- 舞台デビューは7歳の時の劇団四季ミュージカル『美女と野獣』（1996年-1998年）[1]のチップ役。当時ミュージカル『アニー』に出演していた海宝あかね（姉・現在、劇団四季に所属）の姿を見て自分もミュージカルに出てみたいと劇団四季の子役オーディションに応募して合格[2]。当時の『美女と野獣』ビースト役は石丸幹二。また、チップ役はトリプルキャストをウエンツ瑛士と共にまわしていた。
- その後同劇団四季ミュージカル『ライオン・キング』の初代ヤングシンバ役として1999年-2001年舞台にたつ。『ライオン・キング』には姉の海宝あかね（ヤングナラ役）と共に姉弟出演していた。オリジナルジャパニーズキャストとしてCDにおいても歌唱している（オリジナルジャパニーズキャスト「ライオン・キング」AVEX）。
- 弟は劇団四季のミュージカル『サウンド・オブ・ミュージック』に子役として出演していた海宝潤（元ジャニーズJr.）。
- 日本のロックバンド「CYANOTYPE（シアノタイプ）」のメンバーとして活動している。メンバーはボーカル・海宝直人、ベース・西間木陽、ギター・小山将平の編成[3]。
- ラーメン好きで、CYANOTYPEのメンバー、西間木陽や小山将平とともに3〜4件ハシゴすることも。
- 『ファントム (ミュージカル)』で相手役として共演した女優の杏とは子役時代も共演している。
- 『レ・ミゼラブル (ミュージカル)』で共演のジャン・バルジャン役吉原光夫とは劇団四季ミュージカル『ライオン・キング』において、ヤングシンバとその父・ムファサとして共演していた[4]。
- ミュージカル「ジャージー・ボーイズ」でボブ・ゴーディオ役ダブルキャストの矢崎広とは学生時代に共演していた[5]。
- 2016年4月23日、ヤングシンバ役として出演していた劇団四季ミュージカル『ライオン・キング』に、16年ぶりにシンバ役として出演を果たした。ヤングシンバ役であった俳優がシンバ役として同作品に戻ってくるのは世界初となる[6]。
- 2016年8月、劇団四季ミュージカル『アラジン』に出演。ジーニー役阿久津陽一郎とは、子役時代劇団四季ミュージカル『ライオン・キング』においてヤングシンバ役として出演している時に楽屋を共にしていた。阿久津陽一郎はシンバ役。
- 2016年9月4日、QVCマリンフィールドにて千葉ロッテマリーンズ vs 埼玉西武ライオンズの試合前の国歌斉唱。
- 2016年12月10日、劇団四季ミュージカル『ノートルダムの鐘』にて、外部キャスト初の開幕主演キャストとなる。
- 2018年5月23日、THE HIT OPERA SHOW『TRIOPEARS』にて、ロンドン・ウェストエンド舞台デビュー（2018年5月23日～7月1日　PEACOCK THEATRE）[7]。
- 2018年8月3日～4日、ポーランド・シュシェチンにて初めて海外コンサートに出演。London Royal Opera Houseのコンサートマスター、Vasko Vassilevと共演。
- 2020年、「アリージャンス～忠誠～」のサミー役、TOHO MUSICAL LAB. 「Happily Ever After」の男役の演技に対して第46回菊田一夫演劇賞を受賞[8]。
- 2021年9月、ミュージカルファン向けコミュニティ「WOWOWミュージカルラウンジ」のアンバサダーに就任。
- 2024年8月8日、元宝塚歌劇団花組トップ娘役の仙名彩世と結婚したことを発表[1]。
- 2024年11月18日、第13回岩谷時子賞 奨励賞を受賞[9]。
- 2025年8月11日、第1子誕生を発表[10]。

## 出演

### 舞台
2026年
- ミュージカル「ISSA in Paris」（2026年1月〈予定〉、日生劇場 / 2月〈予定〉、梅田芸術劇場 メインホール / 2月〈予定〉、御園座） - 主演・ISSA（海人） 役[11]

2025年
- オフ・ブロードウェイ・ミュージカル「MURDER for Two マーダー・フォー・トゥー」（2025年9月6日・7日〈予定〉、パルテノン多摩 大ホール / 9月11日 - 22日〈予定〉、EX THEATER ROPPONGI / 9月27日・28日〈予定〉、多賀城市民会館 大ホール / 10月4日・5日〈予定〉、久留米シティプラザ グランドホール / 10月10日・11日〈予定〉、りゅーとぴあ 新潟市民芸術文化会館 劇場 / 10月17日 - 22日〈予定〉、梅田芸術劇場 シアター・ドラマシティ / 10月25日・26日〈予定〉、東海市芸術劇場 大ホール、演出：SCOTT SCHWARTZ & J. SCOTT LAPP） - マーカス 役 [12]
- 梅田芸術劇場ミュージカル「イリュージョニスト」（2025年3月11日-29日、日生劇場 / 4月8日-20日、梅田芸術劇場 メインホール、演出：トム・サザーランド） - 主演・アイゼンハイム 役[13]

2024年
- 東宝ミュージカル「ファンレター」（2024年9月9日-30日、シアタークリエ / 10月4日-6日、兵庫県立芸術文化センター 阪急中ホール、演出：栗山民也） - 主演・チョン・セフン 役[14]
- 東宝ミュージカル「この世界の片隅に」（2024年5月9日-30日、日生劇場 / 6月6日-9日、札幌文化芸術劇場 hitaru / 6月15日-16日、トーサイクラシックホール岩手 大ホール / 6月22日-23日、新潟県民会館 大ホール / 6月28日-30日、御園座 / 7月6日-7日、まつもと市民芸術館 / 7月13日-14日、水戸市民会館 グロービスホール / 7月18日-21日、ＳｋｙシアターＭＢＳ / 7月27日-28日、呉信用金庫ホール、演出：上田一豪） - 北條周作 役

2023年
- 東宝ミュージカル「ベートーヴェン」（2023年12月9日-29日、日生劇場、演出：ギル・メーメルト）- カスパール・ヴァン・ベートーヴェン 役
- 梅田芸術劇場ミュージカル「アナスタシア」（2023年9月12日-10月7日、東急シアターオーブ / 10月19日-31日、梅田芸術劇場メインホール、演出：ダルコ・トレスニャク） - ディミトリ 役、グレブ 役
- 東宝音楽劇「ダ・ポンテ」（2023年6月21日-25日、シアター1010 / 6月30日-7月1日、日本特殊陶業市民会館ビレッジホール / 7月9日-16日、東京建物Brillia HALL / 7月20日-24日、新歌舞伎座、演出：青木豪） - 主演・ダ・ポンテ 役[15]
- 梅田芸術劇場ミュージカル「太平洋序曲」（2023年3月8日-29日、日生劇場 / 4月8日-16日、梅田芸術劇場メインホール、演出：マシュー・ホワイト） - 香山弥左衛門 役

2022年
- 岩井秀人（WARE）プロデュース「いきなり本読み！ in 東京芸術劇場」（2022年12月25日、東京芸術劇場 プレイハウス）
- 東宝ミュージカル「ミス・サイゴン」（2022年7月24日-8月31日、帝国劇場 / 9月9日-19日、梅田芸術劇場メインホール / 9月23日-26日、愛知県芸術劇場 大ホール / 9月30日-10月2日、まつもと市民芸術館 / 10月7日-10日、札幌文化芸術劇場 hitaru / 10月15日-17日、オーバード・ホール / 10月21日-31日、博多座 / 11月4日-6日、アクトシティ浜松 大ホール / 11月11日-13日、ウェスタ川越 大ホール、演出：ジャン・ピエール・ヴァン・ダー・スプイ） - クリス 役
- 東宝ミュージカル「ネクスト・トゥ・ノーマル」（2022年3月25日-4月17日、シアタークリエ / 4月21日-24日、兵庫県立芸術文化センター 阪急中ホール / 4月29日、日本特殊陶業市民会館ビレッジホール、演出：上田一豪） - ゲイブ 役
- ミュージカル「MURDER for Two マーダー・フォー・トゥー」（2022年1月8日-23日、Bunkamuraシアターコクーン / 1月26日 - 2月1日、森ノ宮ピロティホール / 2月8・9日、仙台電力ホール / 2月12・13日、キッセイ文化ホール（長野県松本文化会館）大ホール、演出：SCOTT SCHWARTZ & J. SCOTT LAPP） - マーカス 役 [16]

2021年
- 東宝ミュージカル「王家の紋章」（2021年8月5日-28日、帝国劇場 / 9月4日-26日、博多座、演出：荻田浩一） -  主演・メンフィス 役（浦井健治 とWキャスト）[17]
- ホリプロミュージカル「アリージャンス〜忠誠〜」（2021年3月12日-28日、東京国際フォーラム ホールC / 4月17・18日、愛知県芸術劇場 大ホール / 4月23日-25日、梅田芸術劇場メインホール、演出：スタフォード・アリマ） - サミー 役
- 梅田芸術劇場ミュージカル「イリュージョニスト」（2021年1月27日-29日、日生劇場、演出：トム・サザーランド） -  主演・アイゼンハイム 役　※コンサート・バージョンでの上演

2020年
- 朗読劇 恋を読むvol.3「秒速5センチメートル」（2020年10月21日、ヒューリックホール東京、演出：三浦直之） - 遠野貴樹 役
- TOHO MUSICAL LAB.「Happily Ever After」（2020年7月11日、シアタークリエ、演出：根本宗子）※無観客ネット配信[18]
- 東宝ミュージカル「ミス・サイゴン」（2020年5月-9月、帝国劇場他） - クリス 役[19]※公演中止
- 梅田芸術劇場ミュージカル「アナスタシア」（2020年3月1日-28日、東急シアターオーブ、演出：ダルコ・トレスニャク） - ディミトリ 役

2019年
- 東宝ミュージカル「ロカビリー☆ジャック」（2019年12月5日-30日、シアタークリエ / 2020年1月11・12日、福岡市民会館 / 1月16日、日本特殊陶業市民会館ビレッジホール、演出：岸谷五朗） - ビル・マックロー 役
- 東宝ミュージカル「レ・ミゼラブル」（2019年4月15日-5月28日、帝国劇場 / 6月7日-25日、御園座 / 7月3日-20日、梅田芸術劇場メインホール / 7月29日-8月26日、博多座 / 9月10日-17日、札幌文化芸術劇場 hitaru） - マリウス 役
- ミュージカル「イヴ・サンローラン」（2019年2月15日-3月3日、よみうり大手町ホール / 3月26日、兵庫県立芸術文化センター 阪急中ホール、演出：荻田浩一） - 主演・イヴ・サンローラン 役（東山義久 とWキャスト）[20]

2018年
- 音楽劇「道（La Strada）」（2018年12月8日-28日、日生劇場、演出：デヴィッド・ルヴォー） - イル・マット 役
- 東宝ミュージカル「ジャージー・ボーイズ」（2018年9月7日-10月3日、シアタークリエ / 10月8日、大館市民文化会館 / 10月11・12日、岩手県民会館 / 10月17・18日、日本特殊陶業市民会館 ビレッジホール / 10月24日-28日、新歌舞伎座 / 11月3・4日、久留米シティプラザ ザ・グランドホール / 11月10・11日、神奈川県民ホール、演出：藤田俊太郎） - ボブ・ゴーディオ 役
- THE HIT OPERA SHOW「TRIOPERAS」（2018年5月23日-7月1日、ロンドン・ピーコックシアター、総合監督：パメラ・タン・ニコルソン） - 「トゥーランドット」カラフ 役、「マダム・バタフライ」ゴロー 役、「カルメン」ドン・ホセ 役
- 響人 舞台「お月さまへようこそ」（2018年4月25日-29日、CBGKシブゲキ!!、演出：吉原光夫）
- 劇団四季「アラジン」（2018年3月2日-23日、四季劇場［海］、演出：ケイシー・ニコロウ） - 主演・アラジン 役
- 東宝シアタークリエ10周年記念「TENTH」ネクスト・トゥ・ノーマル（2018年1月4日-31日、シアタークリエ、演出：上田一豪） - ゲイブ 役

2017年
- ミュージカル「ポストマン」（2017年12月22日-12月26日、時事通信ホール、演出：tekkan） - 眞人 役、マルコ 役
- 劇団四季「ノートルダムの鐘」（2017年9月13日-22日、京都劇場、演出：スコット・シュワルツ） - 主演・カジモド 役
- 東宝ミュージカル「レ・ミゼラブル」（2017年5月21日-7月17日、帝国劇場 / 8月1日-26日、博多座 / 9月2日-15日、フェスティバルホール / 9月25日-10月16日、中日劇場） - マリウス 役

2016年
- 劇団四季「ノートルダムの鐘」（2016年12月11日-2017年3月5日、四季劇場［秋］、演出：スコット・シュワルツ） - 主演・カジモド 役
- ミュージカル「バイオハザード ～ヴォイス・オブ・ガイア～」（2016年9月30日-10月12日、赤坂ACTシアター、演出：G2） - ロベルト・レコ 役
- 劇団四季「アラジン」（2016年8月10日-21日、9月9日-11日、四季劇場［海］、演出：ケイシー・ニコロウ） - 主演・アラジン 役
- 東宝ミュージカル「ジャージー・ボーイズ」（2016年6月29日-7月31日、シアタークリエ、演出：藤田俊太郎） - ボブ・ゴーディオ 役
- 劇団四季「ライオン・キング」（2016年4月23日-5月15日、四季劇場［春］、演出：ジュリー・テイモア） - 主演・シンバ 役

2015年
- 劇団四季「アラジン」（2015年12月1日-2月21日、四季劇場［海］、演出：ケイシー・ニコロウ） - 主演・アラジン 役
- CLASSICAL NEO FANTAZY SHOW「THE SHINSENGUMI 2015」（2015年9月30日-10月4日、銀河劇場 / 10月11日、サンケイホールブリーゼ、演出：荻田浩一） - 沖田総司 役
- 東宝ミュージカル「レ・ミゼラブル」（2015年4月13日-6月1日、帝国劇場 / 6月10日-30日、中日劇場 / 8月8日-29日、梅田芸術劇場メインホール / 9月5日-7日、オーバード・ホール / 9月17日-24日、静岡市清水文化会館マリナート） - マリウス 役
- 「氷刀火伝 カムイレラII」（2015年1月28日-2月1日、IMAホール、演出：藤倉梓） - 琅丸（ロウマル）役

2014年
- 「Familia -4月25日誕生の日-」（2014年11月29・30日、兵庫県立芸術文化センター 阪急中ホール / 2014年12月5日-16日、東京芸術劇場 プレイハウス / 2014年12月20日、まつもと市民芸術館 主ホール、演出：謝珠栄） - ペドロ 役
- ミュージカル「キャッチ・ミー・イフ・ユー・キャン」（2014年6月21日-7月13日、シアタークリエ / 7月16日、愛知県芸術劇場 大ホール / 7月18日-20日、梅田芸術劇場シアター・ドラマシティ、演出：荻田浩一） - ダラー 役
- ミュージカル「フル・モンティ」（2014年1月31日-2月16日、東京国際フォーラム ホールC、演出：福田雄一） - キーノ 役

2013年
- ミュージカル「Second of Life」（2013年12月20日-23日、上野ストアハウス、演出：上田一豪） - 作曲家 役
- ミュージカル「メリリー・ウィー・ロール・アロング」（2013年11月1日-17日、銀河劇場、演出：宮本亜門） - ルー 役
- 朗読劇「ガラスの動物園」（2013年6月29日、代官山ヒルサイドプラザ / 2013年6月30日、恵比寿アート・カフェ・フレンズ、演出：田尾下哲） - ジム 役
- TABLOID REVUE「密会」（2013年1月17日-20日、赤坂 RED THEATER、演出：荻田浩一）

2012年
- 東宝ミュージカル「RENT」（2012年10月30日-12月2日、シアタークリエ / 12月6日-9日、兵庫県立芸術文化センター 阪急中ホール、演出：マイケル・グライフ） - ゴードン 役
- 舞台「銀河英雄伝説 撃墜王」（2012年8月3日-12日、天王洲 銀河劇場、演出：宇治川まさなり） - カスパー・リンツ 役
- ミュージカル「二十四の瞳」（2012年3月15日、湘南台文化センター市民シアター / 3月17・18日、ティアラこうとう大ホール、演出：砂田晋平） - 岡田磯吉 役
- ミュージカル「ALTAR BOYS 2012」（2012年1月31日-2月13日、2月25・26日、新宿FACE、演出：玉野和紀） - マーク 役

2011年
- ミュージカル座「タイムフライズ」（2011年12月1日-6日、シアター1010、演出：竹本敏彰） - 江口隼人 役
- 舞台「MIMICRY Revival」（2011年10月7日-16日、新宿歌舞伎町特設ステージ、演出：小林硃里） - 景奏太 役
- ミュージカル「POSTMAN THE MUSICAL」（2011年8月12日-14日、内幸町ホール、演出：tekkan） - 眞人 役、マルコ 役
- リーディングミュージカル「Superman」（2011年5月25日-31日、ザ☆キッチンNAKANO、演出：吉川徹） - ジム・モーガン 役
- ミュージカル「蝶々さん」（2011年3月4日-6日、シアター1010、演出：荻田浩一） - 書生木原君 役

2010年
- 梅田芸術劇場「ファントム」（2010年11月2日-22日、赤坂ACTシアター / 11月28日-12月9日、梅田芸術劇場メインホール、演出：鈴木勝秀） - フィリップ・シャンドン伯爵 役
- ミュージカル「POSTMAN THE MUSICAL」（2010年8月6・7日、時事通信ホール、演出：tekkan） - 眞人 役、マルコ 役
- ミュージカル「POSTMAN THE MUSICAL」（2010年1月22日-24日、sonorium、演出：tekkan） - 眞人 役、マルコ 役

2009年
- 加藤健一事務所「高き彼物」（2009年11月18日-29日、本多劇場、演出：高瀬久男） - 藤井秀一 役
- ジョーズカンパニー「ココ・スマイル6」（2009年8月20日-24日、全労災ホール・スペースゼロ、演出：桝川譲治） - 有野淳平 役
- 東宝ミュージカル「ミス・サイゴン」（2009年1月3日-3月15日、博多座） - （アンサンブル）ジェイソン・グリーン 役

2008年
- 東宝ミュージカル「ミス・サイゴン」（2008年7月14日-10月23日、帝国劇場） - （アンサンブル）ジェイソン・グリーン 役

2002年
- 加藤健一事務所「劇評」（2002年7月12日-7月28日、本多劇場、演出：久世龍之介） - ジョン・バランタイン 役

1999年
- 劇団四季「ライオン・キング」（1999年1月12日 - 2001年7月26日、演出：ジュリー・テイモア） - ヤングシンバ 役

1996年
- 劇団四季「美女と野獣」（1996年 - 1998年） - チップ 役

### コンサート
2025年
- 「ラミン・カリムルー×サマンサ・バークス ミュージカルコンサート Home Love Family」（2025年11月2日-3日、東京国際フォーラム  ホールA）- ゲスト出演
- 海宝直人×オーケストラ「more」舞台芸能活動30周年記念コンサート（2025年7月21日、Bunkamuraオーチャードホール / 7月26日、市川市文化会館 / 8月2日、NHK大阪ホール）
- 「デビュー35周年記念 ⽯丸幹⼆ オーケストラコンサート 2025」（2025年7⽉13⽇、福岡シンフォニーホール（アクロス福岡））- ゲスト出演
- 海宝直人 30周年コンサート「ever」（2025年6月16日-7月7日、シアタークリエ）
- 「宮崎国際音楽祭2025」（2025年5月11日、アイザックスターンホール）
- 「THE BEST New HISTORY COMING」（2025年2月14日-28日、帝国劇場）

2024年
- 「フレンズ・オブ・ディズニー・コンサート2024」（2024年4月21日、東京国際フォーラム ホールA）
- 「ATTENTION PLEASE! 2」（2024年1月26日、市川市文化会館 / 1月30日-2月16日、シアタークリエ / 3月6日-９日、シアター・ドラマシティ）

2023年
- 「カウントダウン ミュージカルコンサート 2023-2024」（2023年12月31日、東京国際フォーラム ホールA）[21]
- 「The Musical Day ～Heart to Heart～ 2023」（2023年2月8日、Zepp DiverCity TOKYO）
- 「ATTENTION PLEASE!」（2023年1月3日-13日、シアタークリエ）

2022年
- 「Home My Home 2022」（2022年11月24日、市川市文化会館）
- 「島田歌穂 Musical, Musical, Musical!! Vol.3」（2022年7月8日、Bunkamuraオーチャードホール） - ゲスト出演
- 村井邦彦 作曲活動55周年記念コンサート 「モンパルナス 1934」（2022年7月3日、東京芸術劇場コンサートホール）
- 「Break a leg! in Osaka」（2022年5月7日、ザ・シンフォニーホール）

2021年
- 昆夏美 10th Anniversary Concert 「Aimer」（2021年11月27日、ヒューリックホール東京） - ゲスト出演
- 望海風斗 CONCERT「SPERO」（2021年10月4・5日、KAAT神奈川芸術劇場） - ゲスト出演
- 海宝直人 CONCERT 2021 「Break a leg!」 with オーケストラ・アンサンブル金沢（2021年10月29日、Bunkamuraオーチャードホール）
- 「TipTap15周年記念コンサート」（2021年5月22日、ヒカリエホール ホールA）
- 「井上芳雄 by MYSELF」 スペシャルライブ配信 20th Anniversary Festival!（2021年5月8日、無観客 生配信) - ゲスト出演
- 「山寺宏一 presents “VOICE BE AMBITIOUS LIVE” Vol.2」 （2021年2月14日、無観客 生配信）- ゲスト出演

2020年
- 舞台芸能活動25周年記念スペシャルコンサート「Break a leg!」with オーケストラ・アンサンブル金沢（2020年10月30日、Bunkamuraオーチャードホール）
- 「舞台芸能活動25周年記念コンサート」（2020年9月11日、市川市文化会館 / 10月16・17日、シアター・ドラマシティ / 2020年10月31日、横浜関内ホール / 11月2日、日本青年館ホール）
- 「THE MUSICAL CONCERT at IMPERIAL THEATRE」（2020年8月14日-25日、帝国劇場）
- 「ディズニー・ブロードウェイ・ヒッツ」（2020年1月30・31日、東京国際フォーラム ホールA）

2019年
- 「カウントダウン・コンサート2019～2020」（2019年12月31日、石川県立音楽堂コンサートホール）
- 「福井晶一 Premium Birthday Live 2019」（2019年11月9日、eplus LIVING ROOM CAFE & DINING） - ゲスト出演
- 「I hope. in Ichikawa」（2019年11月3日、市川市文化会館）
- 「ららら♪クラシックコンサート Vol.6」（2019年10月26日、サントリーホール 大ホール）
- 「I hope. in Yokohama」（2019年10月19日、神奈川県立音楽堂）
- 「ジーザス・クライスト＝スーパースター in コンサート」（2019年10月11日-14日、シアターオーブ）
- 「I hope. in Tokyo」（2019年8月10・11日、Bunkamuraオーチャードホール）
- 「島田歌穂 Musical, Musical, Musical!!」（2019年8月7日、サントリーホール ブルーローズ） - ゲスト出演
- 「I hope. in Wako」（2019年8月3日、和光市民文化センター）
- 「ミュージカル・ミーツ・シンフォニー アナザーステージ」（2019年7月26・27日、東京芸術劇場コンサートホール）
- 「フレンズ・オブ・ディズニー・コンサート2019」（2019年4月7日、東京国際フォーラム ホールA）
- 「中島みゆきリスペクトライブ2019 歌縁」（2019年3月15日、Bunkamuraオーチャードホール）
- 「めざましライブ〜日本お元気キャラバン in 国技館」（2019年3月5日、両国国技館）
- 「ディズニー・ブロードウェイ・ヒッツ」（2019年1月31日・2月1日、パシフィコ横浜 国立大ホール）
- 「海宝直人 IN CONCERT」（2019年1月5日、サンケイホールブリーゼ）

2018年
- 「海宝直人 IN CONCERT」（2018年12月10日、Bunkamuraオーチャードホール）
- 「ザ・グレイテスト・ミュージカル・コンサート」（2018年10月19日-21日、シアターオーブ）
- 「Baltic Neopolis Festival 2018」（2018年8月3・4日、Scena na Łasztowni（ポーランド・シュチェチン））
- 「Birthday Live 2018 Home My Home "Special" in Nagoya」（2018年7月16日、Zepp Nagoya）
- 「Birthday Live 2018 Home My Home in TOKYO」（2018年7月11日、東京オペラシティ コンサートホール）
- 「Birthday Live Home My Home 2018」（2018年7月7日、市川市文化会館）
- 東宝ミュージカル「ジャージー・ボーイズ」イン・コンサート（2018年5月12・13日、シアターオーブ）
- 坂東玉三郎コンサート 越路吹雪を歌う「愛の讃歌」（2018年4月12日、NHKホール / 2018年5月3日、フェスティバルホール）
- 「～Spring Musical Concert～”春音” haru-oto」（2018年3月11日、南総文化ホール）

2017年
- 「ファンタスティック・オーケストラコンサート」（2017年12月20日、石川県立音楽堂）
- 村井邦彦作曲活動50周年記念「LA meets TOKYO」（2017年12月15日、Bunkamuraオーチャードホール）
- 早霧せいな「シークレット・スプレンダー」（2017年11月5日-14日、赤坂ACTシアター / 11月17日-19日、梅田芸術劇場シアター・ドラマシティ、演出：荻田浩一）
- 「Home My Home in TOKYO」（2017年7月25・26日、よみうり大手町ホール）
- 「Home My Home in Ichikawa」（2017年7月21日、市川市文化会館）
- 「ミュージカル・ミーツ・シンフォニー2017」（2017年4月28・29日、Bunkamuraオーチャードホール）
- 「フレンズ・オブ・ディズニー・コンサート2017」（2017年3月26日、東京国際フォーラム ホールA）
- 「NAOTO at home」（2017年3月9・10日、ヤマハホール）

2016年
- 「VOCE CONCERTO〜GALAXY DREAM〜」（2016年7月18・19日、赤坂BRITZ）
- 「Home My Home in Ichikawa」（2016年7月4日、市川市文化会館）
- 「スプリング・プレミアム・ディナー・ライブ “Friend Like U”」（2016年4月24日、ザ・プリンス パークタワー東京）
- 「フレンズ・オブ・ディズニー・コンサート2016」（2016年4月9日、東京国際フォーラム ホールA）

2015年
- 「20th Anniversaryクリスマス・スペシャル・ナイト2015“Trust me!” Naoto with U.」（2015年12月10日、東京マリオットホテル）
- 「Music Espressivo〜20th Anniversary」（2015年11月22日、八ヶ岳高原音楽堂）
- 「Dramatic Musical Collection」（2015年8月2日、銀河劇場） - ゲスト出演
- 「Music Espressivo〜20th Anniversary」（2015年7月4・5日、銀座 KENNEDY HOUSE / 7月27日、博多 ROOMS / 8月30日、大阪 Flamingo the Arusha）
- 「ソングバトル2015 ☆男子力×女子力！」（2015年2月11日、目黒 Blues Allay Japan）
- 「立花裕人TALK & LIVE」（2015年1月16日、汐留 BLUE MOOD）

2014年
- 「海宝直人とクリスマス」（2014年12月28日、汐留ホール）
- 「LIVE STOMP!!vol.3」（2014年9月6日、目黒 Blues Alley Japan / 9月20日、大阪 Flamingo the Arusha）
- 「MUSICALACTORS LIVE」（2014年8月15日、大阪 -umeda- ALWAYS / 8月16日、神戸 CASH BOX / 8月17日、博多リバレインホール / 8月21日 汐留BLUE MOOD）
- 「Dramatic Musical Collection」（2014年8月6日-10日、銀河劇場、構成：荻田浩一）
- 「恋するブロードウェイ♪vol.3」[22]（2014年2月28日-3月2日、 EX THEATER ROPPONGI、演出：鈴木勝秀）
- 「MUSICALACTORS LIVE」（2014年5月5日、高田馬場 四ッ谷天窓）
- 「B～Haaaan!!! LIVE 2014 Tink*」（2014年3月30日、原宿 Music Restraurant LA DONNA）

2013年
- 「恋するブロードウェイ♪vol.2」（2013年1月31日-2月3日、博品館劇場）

2012年
- 「LIVE STOMP!! vol.2 in OSAKA」（2012年10月8日、ライブレストラン・ボニーラ）
- 「LIVE STOMP!! vol.2」（2012年6月24日、Club IKSPIARI）
- 「天使達-ANGELS-」俺たちは天使か!?（2012年6月14日-16日、新宿FACE、演出：源井和仁）

2011年
- 「恋するブロードウェイ♪」（2011年11月3日、赤坂BLITZ、演出：工藤剛士）
- 「LIVE STOMP!」（2011年4月13日、大阪 Mister Kelly's）

2010年
- 「T-CUORE」（2010年、東北3都市（盛岡・花巻・遠野）ツアー）
- 「TREKKS/トレクス」（2010年）
- 「04/レイヨン」vol.2（2010年9月14日、Club IKSPIARI）
- 「04/レイヨン」vol.1（2010年4月28日、Club IKSPIARI）

### コンサート（CYANOTYPE）
- ディナーライブ「秋のどっぷり感謝祭「11th」2023」（2023年10月14日、リーガロイヤルホテル東京）
- 「シアノタイプ10th」（2023年4月28日、心斎橋 SUN HALL / 4月30日、博多 Gate's 7 / 5月2日、名古屋 クラブクアトロ / 5月3日、shibuya duo MUSIC EXCHANGE / 5月6日、行徳文化ホールI&I）
- 「PORTRAITS」TOUR（2022年2月6日、よみうり大手町ホール / 5月2日、Music Club JANUS 大阪 / 5月3日、博多 Gate's 7）
- 「PORTRAITS」（2021年10月9日、行徳文化ホールI&I）
- ディナーイベント「新春どっぷり感謝祭2020」（2020年1月5日、リーガロイヤルホテル東京）
- 「MONTAGE～アンコール」（2020年1月4日、代官山LOOP）
- 「MONTAGE」TOUR（2019年10月28日、下北沢GARDEN / 10月29日、Music Club JANUS 大阪 / 10月30日、博多 Gate's 7）
- 「ハッピーエンド」（2018年8月11日、下北沢GARDEN）
- 「Birthday Live 2018 Home My Home "Special" in Nagoya」（2018年7月16日、Zepp Nagoya）- ゲスト出演
- 「光」TOUR（2018年2月2日、MUSE大阪 / 2月4日、shibuya duo MUSIC EXCHANGE / 2月16日、博多 Gate's7）
- 「CYANOTYPE」（2017年7月28日、shibuya duo MUSIC EXCHANGE）
- 「海宝直人スペシャルライブ 20th Anniversary〜Music Espressivo」（2015年7月4日、銀座 KENNEDY HOUSE）- ゲスト出演
- 「Ban Ban Q」（2013年7月3日、音霊SEA STUDIO）
- 「ASTRO HALL presents "NEW CLUTS"」（2013年6月5日、ASTRO HALL）
- 「CYANOTYPE」（2013年2月24日、Club IKSPIARI）
- 「UNIVERSAL BREAK COLLECTION」（2013年2月20日、赤坂BLITZ）

### テレビドラマ
- 連続テレビ小説「らんまん」（2023年9月8日・11日、NHK） - 小林一三 役
- 異世界居酒屋「のぶ」Season 3 〜皇帝とオイリアの王女編〜（2023年1月13日、WOWOW） - アウグスト 役[23]
- 連続テレビ小説「エール」（2020年11月4・5日、NHK） - 伊藤幸造 役
- 正月時代劇「堀部安兵衛」（2007年1月1日、NHK） - 右近 役
- 「どっちがどっち!」（2002年10月5日 - 12月28日、NHK教育） - 沖津博 役（レギュラー）
- 「お美也」（2002年4月5日 - 5月24日、NHK） - 新之助（少年時代） 役
- 「鉄甲機ミカヅキ」（2000年10月23日 - 2001年3月24日、フジテレビ） - 亀本拓海 役
- 西村京太郎サスペンス「冤罪II」（2000年、TBS）
- 「空への手紙」（1999年6月7日 - 7月30日、TBS） - 石坂洋行 役
- 「ランデヴー」（1998年7月3日 - 9月11日、TBS） - 岩田慎二 役

### テレビアニメ
- 「おじゃる丸 」第10シリーズ 第18話（2007年、NHK教育） - 新井 役
- 「おねがいマイメロディ 〜くるくるシャッフル!〜」（2006 - 2007年、テレビ東京） - 森内歩 役
- 「僕等がいた」（2006年、MXTV） - マモル 役[24]
- 「おねがいマイメロディ」（2005 - 2006年、テレビ東京） - 森内歩 役

### その他テレビ番組
- 「ミュージックフェア」（2025年1月11日・18日、CX）-「屋根の上のバイオリン弾き」「ラ・マンチャの男」
- ミュージカル「この世界の片隅に」（2024年11月10日、衛星劇場）
- 「ミュージックステーション」（2024年7月19日、テレビ朝日）-「塔の上のラプンツェル」デュエット（中川翔子）
- 「ミュージックフェア」（2024年5月11日、CX）-「この世界の片隅に」「レ・ミゼラブル」
- 「FNS歌謡祭」（2023年12月6日、CX） - 「少年時代」デュエット（坂東玉三郎）
- 音楽劇「ダ・ポンテ～モーツァルトの影に隠れたもう一人の天才～」（2023年10月29日、衛星劇場）
- 「ミュージックフェア」（2023年10月14日、CX）-「塔の上のラプンツェル」デュエット（望海風斗）
- 「林家正蔵の演芸図鑑」（2023年1月22日・29日、NHK）
- 「ミュージカルTV」（2022年11月3日、Eテレ）
- 「FNS歌謡祭」（2022年7月13日、CX） - 「ミス・サイゴン」
- 「中川晃教 Live Music Studio」#8（2022年5月29日、日テレプラス）
- 昆夏美 10周年記念コンサート「Aimer」（2022年4月16日、WOWOW）
- 「映画音楽はすばらしい！Ⅲ」（2021年12月27日、NHK）
- 「第74回トニー賞授賞式」（2021年9月27日、WOWOW）
- 「トニー賞復活前夜祭スペシャル ～Welcome to ミュージカルラウンジ！～」（2021年9月26日、WOWOW）
- 「グリーン＆ブラックス」＃50（2021年5月28日、WOWOW） - 「ライオンキング」
- 「ものまねグランプリ」（2021年5月4日、NTV）- 「大都会」デュエット（山寺宏一）
- 「はやウタ」（2021年5月2日、NHK） - 「ネクスト・トゥ・ノーマル」
- 「ノンストップ! 」(2020年10月6日、フジテレビジョン) - 「Happily Ever After」
- 「うたコン」（2020年9月15日、NHK） - 「Happily Ever After」
- 「ミュージックフェア」（2020年9月12日、CX） - ソロ
- 「グッとラック！」（2020年7月14日、TBS）-「TOHO MUSICAL LAB.」
- 「グリーン＆ブラックス」＃38（2020年5月20日、WOWOW）
- 「プリンスロード」（2020年5月17日、テレビ朝日 CS）
- 「ミュージックフェア」（2020年2月8日、CX）
- 「FNS歌謡祭」（2019年12月11日、CX）ソロ
- 「海宝直人コンサート2019 "I hope."」（2020年10月30日、WOWOW）
- 「FNS歌謡祭」（2019年7月24日、CX） - 「ミス・サイゴン」「アナスタシア」
- 「第73回トニー賞授賞式」（2019年7月24日、WOWOW）
- 「ミュージックフェア」（2019年4月6日、CX） - 「レ・ミゼラブル」
- 「ピーコ&兵動のピーチケパーチケ」（2018年11月7日、関西テレビ）
- 「ミュージックフェア」（2018年5月12日、CX） - 「ジャージー・ボーイズ」
- 「村井邦彦の見果てぬ夢～LA MEETS TOKYOから～」（2018年3月31日、BSフジ）
- 「グリーン＆ブラックス」＃11（2018年2月17日、WOWOW） -「ジャージー・ボーイズ」
- 「きゃりーぱみゅぱみゅの“なんだこれTV”」（2018年2月17日、スペースシャワーTV） - ゲスト出演（前後編）
- 「坂東玉三郎が愛した女～越路吹雪に魅せられて～」（2018年1月2日、NHK Eテレ） - 対談
- 「ピーコ&兵動のピーチケパーチケ」（2017年6月14日・7月5日、関西テレビ）
- 「うたコン」（2017年4月18日、NHK） - 「レ・ミゼラブル」
- 「ヒルナンデス!」劇団四季特集（2017年、日本テレビ） - ゲスト出演
- 「フレンズ・オブ・ディズニー・コンサート」（2016年9月1日、ディズニーチャンネル）
- 「第70回トニー賞授賞式」（2016年6月13日、WOWOW） -「ジャージー・ボーイズ」
- 「高校講座 数学I」（2006年4月 - 2007年3月、NHK教育） - レギュラー
- 「行列のできる法律相談所 」第139回「偽のラブレターは罪」篇（日本テレビ）

### 映画
- 半径1メートルの君～上を向いて歩こう～「同度のカノン」（2021年2月26日、KATSU-do）[25]
- メサイア（2011年、監督：金子修介） - 旧友 役
- 走れ! ケッタマシン〜ウェディング狂騒曲〜（2002年、監督：石塚克彦） - マコト 役

### 吹き替え
- ウィキッド ふたりの魔女（2025年） - フィエロ 役〈ジョナサン・ベイリー〉[26]
- リトル・マーメイド（2023年） - エリック王子 役〈ジョナ・ハウアー＝キング〉[27]
- ハリー・ポッターと不死鳥の騎士団（2007年） - グレゴリー・ゴイル 役〈ジョシュア・ハードマン〉
- ハリー・ポッターと秘密の部屋（2002年） - グレゴリー・ゴイル 役〈ジョシュア・ハードマン〉、ジャスティン・フィンチ＝フレッチリー 役〈エドワード・ランデル〉

### CM
- 石屋製菓「白い恋人」（復刻版 '98ヒロイン未満雨傘篇）
- タカラ「サプリビンダーズ」
- トヨタ自動車「10ミニッツサービス」
- デルプラド「週刊デルプラド」
- タカラ・トミー・バンダイ共同「ロボカップトイズ」

### ラジオ
- オーディオドラマ 青春アドベンチャー（NHK-FM）
  - ラングドックの薔薇（2023年6月19日 - 30日、全10回）
  - 黒い瞳のボヘミアン（2022年6月20日 - 7月1日、全10回）
  - 1848（2021年8月16日 - 9月3日、全15回）
  - ベルリン1989（2019年7月29日 - 8月9日、全10回）
  - 暁のハルモニア（2018年8月27日 - 9月7日、全10回）
  - 斜陽の国のルスダン（2017年8月21日 - 25日、全5回）
  - タランの白鳥（2015年12月14日 - 18日、全5回）
  - DIVE!（2003年8月4日 - 29日、全20回）
- ウエンツ瑛士×甲斐翔真の妄想ミュージカル研究所（2024年３月24日、NHK-FM）
- 望海風斗のサウンドイマジン #20（2023年9月3日、NHK-FM） - ゲスト出演
- muse beat（2018年5月、エフエム愛知） - ゲスト生出演
- 戸田恵子 オトナクオリティ（2018年4月、ニッポン放送） - ゲスト出演（2週）
- Mashup!（2015年、FM OSAKA）
- 福本愛菜のうたバッカ（2015年、MBSラジオ）
- ありがとう浜村淳です（2015年、MBSラジオ）
- 9ヂカラ（2015年、KBCラジオ）
- エンタメバラエティ THE☆ヒット情報（2015年、RKBラジオ）
- music × serendipity（2015年、LOVE FM）
- Hyper Night Program GOW!!（2015年、FM福岡）
- PEACHY（2015年、ZIP-FM） - ゲスト生出演
- 遠野市ふるさと元気隊 「遠野 ずもなFM」（FM岩手）

### スチル
- 新島学園短期大学（新聞広告・パンフレット）
- エイベックス オリジナルジャパニーズキャスト「ライオン・キング」カタログ
- チクマ学生服
- 西友「ウエストウイン」

### ゲーム
- ディズニーシー（主人公の少年）

### その他
- 科学技術広報財団「水の惑星を守れ! 〜宇宙からのメッセージ〜」（VP）

## ディスコグラフィー

### CD（ソロアルバム）
- 『ever more』（2025年10月22日：Neilee Records（よしもとミュージック）

- 『Break a leg!』（2020年12月2日：よしもとミュージック）

- 『I wish. I want.』～NAOTO KAIHO sings Disney（2019年1月30日：ウォルト・ディズニー・レコード）

### CD（舞台）
- 『ジャージー・ボーイズ 』2018年キャスト ハイライト・ライヴ録音盤 TEAM WHITE（2019年11月11日）
- 『イヴ・サンローラン』（2019年）
- 劇団四季 『ノートルダムの鐘』別版（2017年6月7日：ウォルト・ディズニー・レコード）
- 劇団四季 『ノートルダムの鐘』豪華版（2017年3月15日：ウォルト・ディズニー・レコード）

- 『二十四の瞳』（2012年：オーサーブル）
- 『ALTAR BOYZ』（2012年：ニッポン放送）
- 劇団四季『ライオン・キング』（1999年7月28日：ウォルト・ディズニー・レコード）

### CD（その他）
- アンジェラ・アキ sings『この世界の片隅に』（2024年4月24日：ソニー・ミュージックレーベルズ）*フィーチャリング参加
- 『リトル・マーメイド』オリジナル・サウンドトラック（2023年6月9日：ウォルト・ディズニー・レコード）
- ソングサイクル・ミュージカル『雨が止まない世界なら』コンセプトアルバム（2022年6月30日）
- 『坂道』（2021年7月26日：AVEX） - 映画『a hope of NAGASAKI 優しい人たち』主題歌
- アレクサンドラ・バーク『ザ・トゥルース・イズ』（2018年3月16日）*デュエット・ゲスト
- 福井晶一『いつもそばに』（2017年3月1日）*デュエット・ゲスト
- 岡幸二郎『ベスト・オブ・ミュージカル』（2014年8月27日）*コーラス・ゲスト

### CD（CYANOTYPE）
- 『PORTRAITS』（2021年8月18日：よしもとミュージック）
- 『MONTAGE』（2019年10月9日：キングレコード）
- 『光』（2018年1月24日：ソニー・ミュージックジャパンインターナショナル）

### DVD
- 望海風斗 CONCERT『SPERO』（2022年3月4日）
- 『TipTap15周年記念コンサート』（2021年12月）
- 『半径1メートルの君～上を向いて歩こう～』（2021年9月1日）
- TOHO MUSICAL LAB.『Happily Ever After』（2020年10月7日）
- 『イヴ・サンローラン』（2019年）
- 『SECRET SPLENDOUR』（2018年6月15日）
- 『バイオハザード ～ヴォイス・オブ・ガイア～』（2016年12月22日）
- 『THE SHINSENGUMI 2015』（2015年）
- 『二十四の瞳』（2013年）
- 『Second of Life』劇団TipTap Bチーム（2013年）
- 『銀河英雄伝説 撃墜王』（2012年）

## 出版物

### 書籍
- 帝国劇場アニバーサリーブック NEW HISTORY COMING（2024年12月20日、東宝）
- BoyAge Route - ボヤージュ ルート -（2024年09月18日、KADOKAWA）
- 気鋭のミュージカル俳優たち（2016年8月26日、徳間書店 トリックスター編集部）

### 雑誌
- anan（2020年5月27日号 No.2201） - ジャパンエンタメの底力
- 家庭画報（2019年1月号、世界文化社） - ミュージカル特集
- 家庭画報（2017年8月号、世界文化社） - ミュージカル特集
- ディズニーファン（2016年7月号、講談社） - 特集